# Tota Puri
Swami Tota Puri (* etwa 1815; † 16. November 1884) war ein indischer Asket und Guru des hinduistischen Mystikers Ramakrishna, den er in Shankaras Mönchsorden einweihte. Ramakrishna sprach später von Tota Puri als dem ¸Nackten‘, weil er gewöhnlich nackt wie ein Kind blieb. Andererseits war dies auch Zeichen des Respekts vor dem Guru, den man in Indien traditionsgemäß nicht mit seinem Namen benennt, sondern mit einer Umschreibung.
Tota Puri war Anhänger der strikten Advaita-Vedanta-Philosophie und hielt die indische devotionale Volksfrömmigkeit für Aberglauben. Die Welt sah er als unwirklich, als Maya an. Um sich vor Verhaftung an Weltlichkeit zu schützen, blieb er nie länger als drei Tage an einem Ort und schlief nie unter einem Dach. In seinem Leben verband er die Philosophie von Shankara mit geistiger Yoga-Praxis. Nach 40-jähriger Übung soll er den Nirvikalpa-Samadhi erreicht haben, die spirituelle Erfahrung der Nichtzweiheit.
Der Kontakt zu Ramakrishna änderte nach Aussagen von dessen Schülern seine Überzeugungen erheblich.